# Сенегалски електрически скат
Сенегалският електрически скат, още сенегалско торпедо (Torpedo mackayana), е вид хрущялна риба от семейство торпедови (Torpedinidae).

## Разпространение и местообитание
Видът е разпространен във водите около Ангола, Бенин, Габон, Гана, Гвинея, Гвинея-Бисау, Екваториална Гвинея, Камерун, Република Конго, Кот д'Ивоар, Либерия, Нигерия, Сао Томе и Принсипи, Сенегал, Сиера Леоне и Того.
Обитава крайбрежията и пясъчните дъна на полусолени водоеми и морета. Среща се на дълбочина от 15 до 101 m, при температура на водата от 17,1 до 23,9 °C и соленост 35,2 – 35,8 ‰.

## Описание
На дължина достигат до 38,7 cm.